# Roberto Danovaro
Roberto Danovaro (Genova, 22 febbraio 1966) è un biologo italiano, docente di ecologia.
Svolge ricerche finalizzate a individuare soluzioni ecocompatibili per rendere sostenibile la vita dell'uomo sul pianeta (Approccio One Health), partendo dal mare.

## Biografia
Trascorre l'infanzia in Liguria e si laurea in Scienze Biologiche presso l'Università di Genova nel 1988. Consegue il Dottorato di Ricerca in Scienze Ambientali nel 1992 presso l'Università di Pisa e si perfeziona all'estero studiando in Francia, Irlanda e Belgio. Nel 1994 diventa ricercatore presso l'Università di Ancona, dal 1998 al 2001 si sposta in Puglia, dove insegna Ecologia applicata presso l'Università di Bari - sede di Taranto, per poi tornare a insegnare ad Ancona presso l'Università Politecnica delle Marche, dove dal 2002 è professore ordinario di Ecologia. Ha coordinato oltre 30 spedizioni scientifiche, internazionali dall'Atlantico al Pacifico, e condotto ricerche dall'equatore all'Antartide.
È sposato con Cinzia dal 2004 e ha tre figli, Riccardo, Francesco e Lorenzo.

## Carriera accademica
Dal 1995 al 1998 è stato ricercatore presso il Dipartimento di Scienze del Mare (Ancona), dal 1998 al 2001 è stato professore associato di Ecologia presso dell'Università di Bari, dal 2002 è professore ordinario di Ecologia presso il Dipartimento di Scienze della Vita e dell'Ambiente dell'Università Politecnica delle Marche. Tra il 2005 e il 2012 ha insegnato Etica Ambientale ed è docente di Dottorato in Biologia ed Ecologia Marina dal 2005. Nel 2007 ha contribuito alla creazione del primo Corso di Laurea in Sostenibilità Ambientale e Protezione Civile in Italia. È stato Direttore del Dipartimento di Scienze del Mare dal 2003 al 2008 e Direttore del Dipartimento di Scienze della Vita e dell'Ambiente dal 2008 al 2013. Dal 2010 al 2013 è stato Prorettore (Delegato alla Ricerca) dell'Università Politecnica delle Marche. Nel 2013 è stato nominato Presidente della Stazione Zoologica Anton Dohrn, Istituto Nazionale di Biologia, Ecologia e Biotecnologie marine, l'istituto di ricerche più antico in Italia, fondato nel 1872, che ha ospitato oltre 20 Premi Nobel.

## Attività di ricerca
- Svolge ricerche sugli oceani e su come rendere sostenibili le interazioni tra Uomo e Mare alla luce dei crescenti impatti antropici sugli ecosistemi marini.
- Studia la biodiversità e il funzionamento degli ecosistemi marini e l'impatto dei cambiamenti climatici sulla vita negli oceani.
- Le sue scoperte sull'effetto delle creme solari sullo sbiancamento delle barriere coralline hanno portato al bando delle creme solari non eco-compatibili alle Hawaii, in Florida e in Australia.
- La scoperta di specie marine abissali in grado di vivere senza ossigeno (Loriciferi: Spinoloricus cinziae[2]) ha portato studi di Astrobiologia e a ipotizzare il loro utilizzo per la colonizzazione in altri Pianeti.
- Le scoperte sul ruolo dei virus negli abissi e nei cicli biogeochimici hanno portato a ipotizzare un loro utilizzo per il controllo dei cambiamenti climatici globali[3].

## Incarichi scientifici

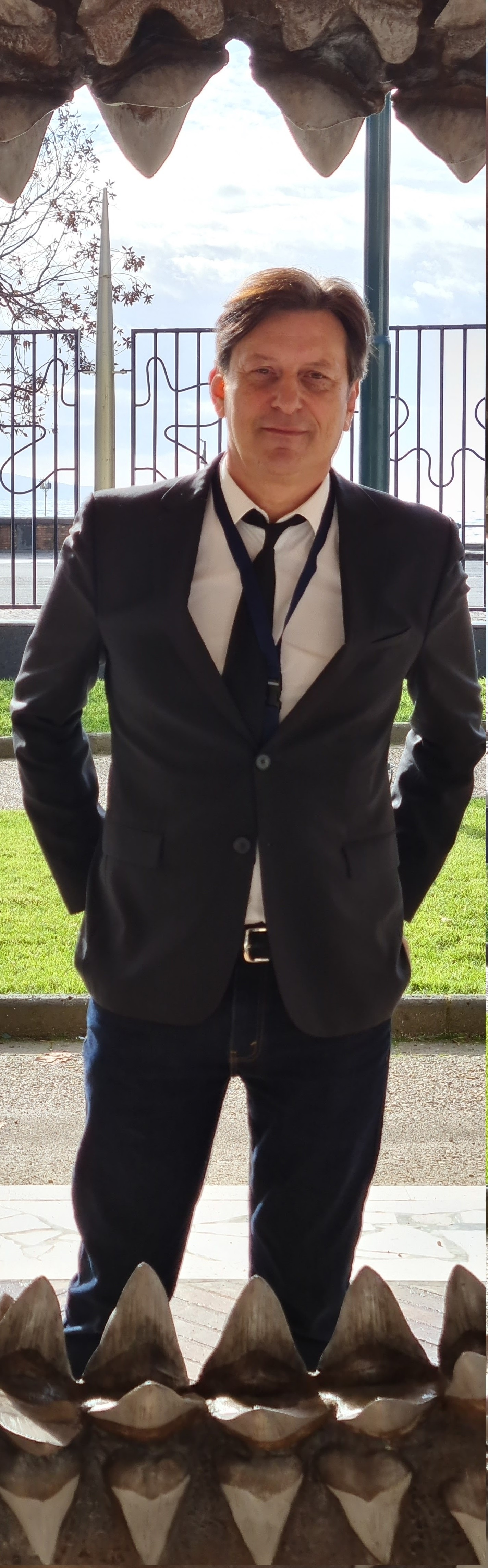
Roberto Danovaro al DaDoM

- Membro del Comitato scientifico della Sacra Sindone dove si occupa dello studio dei microorganismi che possono intaccare il sudario e come proteggerlo dalla degradazione.
- Presidente della Italian Chapter della Eco-Ethics International Union.
- Docente di Etica ambientale presso l'Università Politecnica delle Marche.
- Membro del Board delle Accademie Europee per la Stesura del Rapporto Food from the Oceans per capire come sfamare l'umanità del futuro alla luce dei cambiamenti climatici in corso.
- Membro del Board Scientifico Slow Food International.
- È stato membro di numerosi consigli scientifici e invited per attività seminariali e di docenza di istituti nazionali e internazionali (IUCN, UNEP, OGS).
- Dal 2005 al 2010, membro dello EU Steering Committee del Progetto internazionale Census of Marine Life[4] (CoML).
- Dal 2008 al 2012, Presidente della European Federation of Marine Science and Technology Societies (con sede a Parigi).
- Dal 2008 al 2011, Presidente della Associazione Italiana di Oceanografia & Limnologia (AIOL).
- Dal 2011 al 2013, Presidente della Società Italiana di Ecologia.
- Dal 2010, Presidente del Consiglio Scientifico del WWF Italia.
- Ha insegnato e tenuto seminari per corsi di specializzazione per l'UNESCO, la Venice International University, la Open University, University of Southampton, University of Oregon, Université de Montréal tra le altre.
- Ha tenuto seminari, cicli di conferenze e lectio magistralis su invito per numerose istituzioni internazionali, incluse la Royal Society di Londra, il College de France (Parigi), l'Accademia Israeliana delle Scienze (Gerusalemme), COP 26 (UK-Italia).
- È supervisore di tesi di dottorato in numerose università straniere e partecipato a Panel di valutazione per diversi centri di ricerca mondiali (CNRS, ANR, HCMR, Leibniz, NOC, Scripps Research Institute[5]).
- Partecipa allo Steering Board dell'Organizzazione per la Cooperazione e lo Sviluppo Economico (OCSE) per programmare il futuro dell'Economia del mare globale sostenibile (''Fostering Innovation in Ocean Economy'')[6].
- Dal 2020 è Membro della Joint Programme Initiative - Healthy and Productive Seas and Oceans[7] per il futuro sostenibile degli oceani, e si impegna nello studio dell'impatto dello sfruttamento minerario negli abissi oceanici.
- Collabora dal 2017 con una équipe di esperti internazionali delle Accademie delle Scienze Europee a comprendere e disegnare il futuro degli oceani per sfamare l'umanità in modo sostenibile - Food from the Oceans (Cibo dagli oceani).
- Dal 2020 è membro dello European Marine Board[8] (EMB, il think-tank sulle politiche del mare in Europa).
- Nel gennaio del 2021 entra a far parte dell'Inspiration Board del Laboratorio per la Sostenibilità[9] di Slow Food insieme a: Stefano Boeri, Luciana Castellina, Adriana Albini, Luigi Bistagnino, Luca Mercalli, Antonio Uricchio e Carlo Petrini.
- Tra il 2016 e il 2021 ha coordinato un consorzio scientifico che coinvolge 16 Paesi europei per il restauro degli ecosistemi marini degradati (Progetto EU MERCES).

## Premi e riconoscimenti
- Nel 2010, World Prize BMC Biology (Londra) per la scoperta dei primi organismi multicellulari in grado di vivere in assenza di ossigeno.
- Nel 2011, Award (Médaille de la Société d'océanographie de France pour l’année 2010) della Società Francese di Oceanografia[10] dal Principe di Monaco per la scoperta delle interazioni microbiche negli abissi marini[11].
- Nel 2013, ENI Award "Protezione dell'Ambiente" consegnato dal Presidente Giorgio Napolitano[12] per gli studi sull'effetto dei virus marini nel controllo dei cambiamenti climatici[13].
- Dal 2014 è membro della Faculty of 1000 Biology[14] e dal 2020 membro della Faculty Opinions.
- Dal 2018 è membro dell'Accademia europea delle scienze (EU Academy of Sciences).
- Dal 2019 è un Top-Cited Scientist (Public Library of Science).
- Nel 2020 riceve da Expertscape il riconoscimento come maggior esperto al mondo nel settore "Mari e Oceani per il decennio 2010-2020"[15].
- Nel 2018 gli è stata dedicata il nome di una nuova specie marine scoperta Prosphaerosyllis danovaroi[16].
- Nel 2022 riceve il "Tridente d'Oro" dell'Accademia Internazionale di Scienze e Tecniche Subacquee.
- Da luglio 2022 è stato nominato membro dell’Academia Europæa[17] nella Sezione “Biologia degli organismi ed evoluzione”[18].

## Incarichi istituzionali
- Presidente della Stazione Zoologica Anton Dohrn - Istituto Nazionale di Biologia Ecologia e Biotecnologie Marine, uno dei 14 Enti Pubblici di Ricerca Italiani vigilati dal MIUR.
- Membro del Comitato per il Capitale naturale del Ministero dell'Ambiente e della Tutela del Territorio e del Mare (istituito per la promozione e adozione di sistemi di contabilità ambientale e della predisposizione di appositi bilanci ambientali da parte degli enti pubblici)[19].
- Membro del Comitato Interministeriale DM44 per il Finanziamento degli Enti Privati di Ricerca.
- Membro del Comitato Tecnico Scientifico (CTS) per la Divulgazione Scientifica (L113/1991) che propone la Settimana della Ricerca Scientifica per le scuole e assegna i finanziamenti ai Musei scientifici italiani.
- Membro della Commissione Nazionale VIA - VAS che fornisce le autorizzazioni per la compatibilità ambientale di tutte le opere pubbliche.

## Articoli e libri scientifici
- È autore di oltre 450 articoli su riviste scientifiche internazionali. Ha pubblicato numerosi lavori su Nature, Science e altre riviste a diffusione mondiale.
- È autore di alcuni Libri scientifici: "Recupero Ambientale: Tecnologie, bioremediation e biotecnologie (UTET)" e "Biologia Marina" - De Agostini Scuola (2013; 2020).
- È autore di libri in Inglese sull'impatto dei cambiamenti climatici sugli oceani, sullo studio degli abissi.

## Pubblicazioni
- Roberto Danovaro, Biologia marina - Biodiversità e funzionamento degli ecosistemi marini, Utet Università, 2013,2019,2022.
- Roberto Danovaro e Mauro Gallegati, Condominio Terra, Giunti e Slow Food Editore, 2019, ISBN 9788809879164. (Prefazione di Carlo Petrini, viene illustrato lo stretto rapporto tra benessere ambientale, benessere sociale e sfera economica)

## Curiosità
- Nature nel 2008 gli dedica la copertina "Deep-viral Impact" per lo studio delle infezioni virali negli oceani.

## Annotazioni
1. ↑  Museo Darwin-Dohrn creato e gestito dalla Stazione Zoologica Anton Dohrn ed inaugurato nel 2021 nell'edificio realizzato nel 1948 dagli architetti Luigi Cosenza e Marcello Canino.